# Hildebrandtianella picta
Hildebrandtianella picta es una especie de insecto coleóptero de la familia Chrysomelidae.
Fue descrita científicamente en 1932 por Laboissiere.